# Reefat Bin-Sattar
Reefat Bin-Sattar (bengalisch রিফাত বিন সাত্তার; * 25. Juli 1974 in Barguna, Distrikt Barguna) ist ein Schachmeister aus Bangladesch.
Die bangladeschische Meisterschaft konnte er sechsmal gewinnen: 1991, 1992, 1993, 1995, 2000 und 2003. Er spielte für Bangladesch bei acht Schacholympiaden: 1994–2006, 2012. Außerdem nahm er einmal an den asiatischen Mannschaftsmeisterschaften (1991) teil. Die notwendigen Normen zum Erhalt des Großmeister-Titels erzielte er alle bei Turnieren in Dhaka.
| Hier fehlt eine Grafik, die leider im Moment aus technischen Gründen nicht angezeigt werden kann. Wir arbeiten daran! |